# Hermanos de sangre (álbum de Viejas Locas)
Hermanos de sangre es el segundo álbum del grupo de rock argentino Viejas Locas. Fue publicado y grabado por la discográfica PolyGram en 1997.
Al álbum fue grabado y mezclado en el estudio "En Pie", entre los meses de abril y mayo de 1997. Contó con la producción ejecutiva de Fernando Moya, y la producción artística estuvo a cargo de Mario Breuer y Viejas Locas. Los ingenieros de grabación fueron Eduardo Herrera y Mario Breuer (quien también se encargó de la masterización del CD). Los asistentes de grabación fueron Los Sebastianes, los de la banda Antorcha y José. Fue publicado en formato CD y casete.
Al igual que en el álbum Viejas Locas, las fotos estuvieron a cargo de Roy Di Tursi y el diseño de arte estuvo a cargo de Gabriela Gómez Giusto.
Los cortes promocionales del álbum fueron las canciones "Perra" y "Aunque a nadie ya le importe". Posteriormente, se realizaron los videoclips de cada una.

## Listado de canciones
| N.º | Título                         | Escritor(es)  | Duración |  |
| 1.  | «Dámelo»                       | Pity Álvarez  | 3:35     |  |
| 2.  | «Hermanos de sangre»           | Pity Álvarez  | 3:58     |  |
| 3.  | «Perra»                        | Pity Álvarez  | 4:19     |  |
| 4.  | «Adrenalina»                   | Pity Álvarez  | 3:38     |  |
| 5.  | «Chico de la oculta»           | Pity Álvarez  | 5:39     |  |
| 6.  | «Aunque a nadie ya le importe» | Sergio Toloza | 3:18     |  |
| 7.  | «Caminando con las piedras»    | Pity Álvarez  | 3:36     |  |
| 8.  | «Difícil de entender»          | Fabián Crea   | 2:58     |  |
| 9.  | «Puente de la noria»           | Pity Álvarez  | 2:56     |  |
| 10. | «Psicodélica mujer»            | Pity Álvarez  | 4:59     |  |
| 11. | «Dos nenas»                    | Pity Álvarez  | 2:46     |  |
| 12. | «Todo terminó»                 | Sergio Toloza | 5:51     |  |
| 13. | «Buey, ¿qué mierda es?»        | Pity Álvarez  | 4:19     |  |

## Integrantes
- Cristian "Pity" Álvarez: Voz y guitarra.
- Sergio "Pollo" Toloza: Guitarra y coros.
- Fabián "Fachi" Crea: Bajo y coros.
- Abel Meyer: Batería.
- Juan "Juancho" Carbone: Saxos.
- Ezequiel "Peri" Rodríguez: Armónicas.
- Adrián "Burbujas" Pérez: Piano y teclados.
- Músico invitado: Pablo Rodríguez en saxos.